# Friedl Hofbauer
Elfriede „Friedl“ Hofbauer (verheiratete Melach; verheiratete Kauer; * 19. Jänner 1924 in Wien; † 22. März 2014 ebenda) war eine österreichische Lyrikerin, Übersetzerin und Kinder- und Jugendbuchautorin.

## Leben

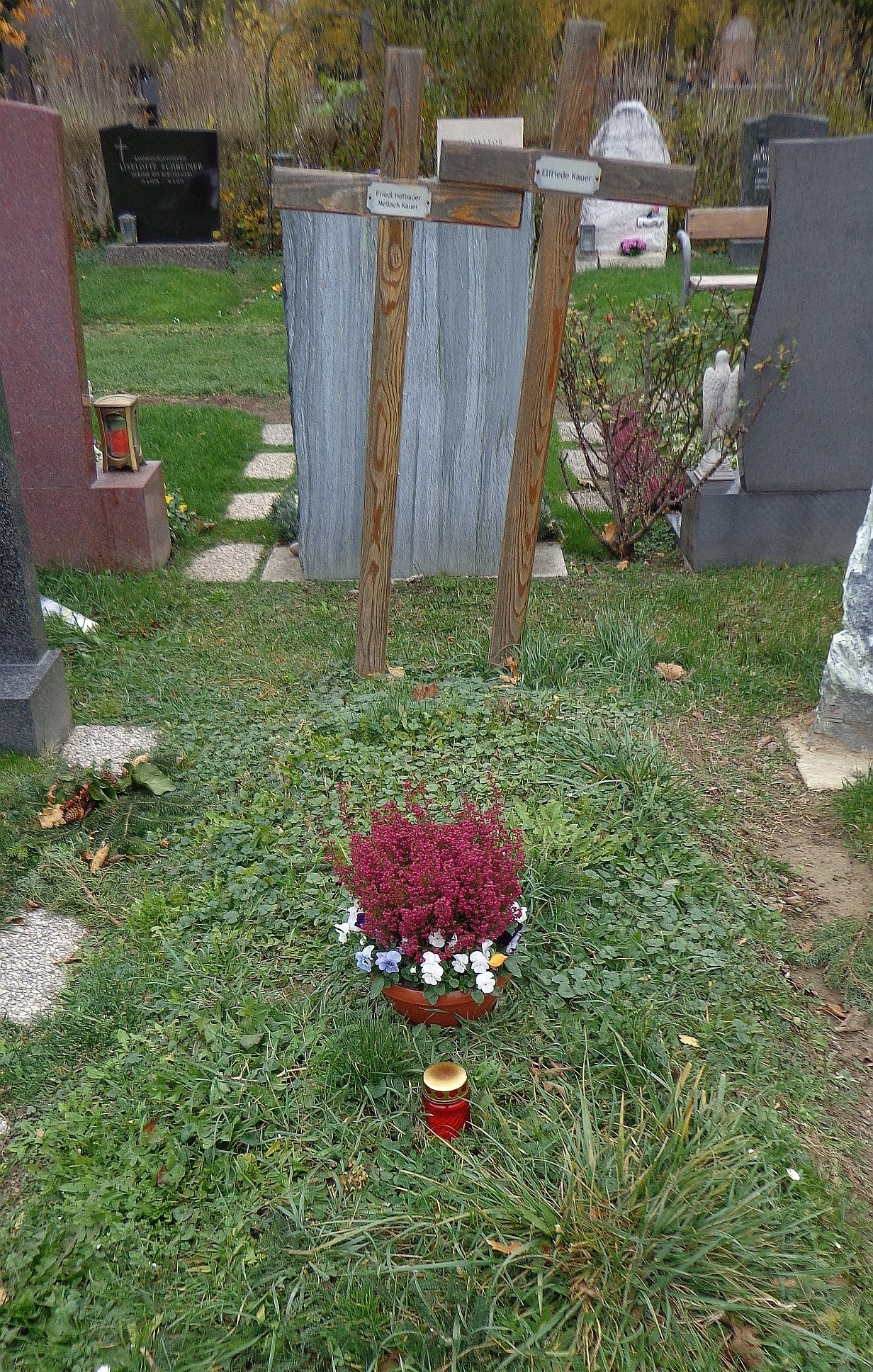
Wiener Zentralfriedhof – ehrenhalber gewidmetes Grab von Friedl Hofbauer, 2017

Friedl Hofbauer studierte Germanistik und Sprachen. Später wurde sie freie Schriftstellerin und Übersetzerin. In den Fünfzigerjahren arbeitete sie für die Kinderzeitschrift Unsere Zeitung, wo sie gemeinsam mit der Zeichnerin Susi Weigel u. a. die gereimten Abenteuer der Comic-Figur "Pipsi Maus" gestaltete, die in den frühen 1950er-Jahren in Österreich zeitweise bekannter als die "Micky Maus" war. Seit Anfang der 60er Jahre schrieb sie Erzählungen, Hörspiele, Romane, Theaterstücke und Lyrik für Kinder und Erwachsene. Sie gilt als eine der „Mütter“ der österreichischen Kinderlyrik; als solche hat sie viele jüngere Schriftstellerkollegen gefördert und beeinflusst. Ihre Texte sind von Poesie, Zärtlichkeit, Rhythmik und sprachlicher Genauigkeit geprägt. Ihr Witz trifft genau, ist hintergründig, bisweilen abgründig. Viele ihrer Gedichte, wie etwa das Autobahnlied, die Glaskugel und die Wippschaukelgedichte, wurden zu kinderlyrischen Klassikern und sind in zahlreichen Anthologien und Schullesebüchern zu finden. Friedl Hofbauer erhielt u. a. für ihr Gesamtwerk den österreichischen Würdigungspreis für Kinder- und Jugendliteratur. In erster Ehe war sie mit dem Kinderbuchautor Kurt Melach verheiratet, in zweiter mit Edek Kauer, Kulturkritiker und Journalist. Zusammen mit ihren beiden Kindern aus erster Ehe, Anna (* 24. Juli 1955) und Alexander (* 13. Februar 1958), arbeitete sie an einer Handvoll Büchern zusammen. Friedl Hofbauer lebte in Wien-Döbling im Helmut-Qualtinger-Hof. Sie wurde am Wiener Zentralfriedhof im Ehrenhain (Gruppe 40, Nummer 192) bestattet.
Seit 28. März 2023 ist eine Parkanlage im Bereich Hungerbergstraße im 19. Wiener Gemeindebezirk nach ihr benannt und trägt den Namen Friedl-Hofbauer-Park.

## Zitat
„Was mich mit 70 nicht mehr aufregt: Ein ausgeweideter Teddybär. Ein Text von mir, irgendwo abgedruckt ohne Namen … Was mich aufregt: Bosnien, Südamerika … Die Todsünden wider den Geist. Eine davon ist die Sprache in manchen Medien. Da gehen geschulte Leute mit Sprache so um, als habe sie keine Wirkung … dreimal in einer einzigen Sendung: Alarm schlagen, für nichtige Sachen. Haben die eine Ahnung, wie das ist, wenn sie wirklich Alarm schlagen?!“

## Auszeichnungen und Ehrungen
- 1975 Deutscher Jugendbuchpreis für ihre Übersetzung von Julie von den Wölfen
- 1984 Berufstitel Professorin
- 1999 Österreichischer Staatspreis für Kinderlyrik
- 2000/01 Federhasenpreis (2. Platz) für Sagen aus Tirol
- 2008 Österreichischer Staatspreis für Kinder- und Jugendliteratur
- Preis der Stadt Wien ihr Kinder- und Jugendliteratur (mehrmals)
- 2010 Zehn besondere Bücher zum Andersentag für Mein Freund Brummo

## Werke

### Bücher
- Am End ist’s doch nur Phantasie. 1960
- Der Schlüsselbund-Bund. 1962
- Eine Liebe ohne Antwort. 1964
- Die Wippschaukel. 1966
- Der Brummkreisel. 1969
- Zwei Kinder und ein Mondkalb. 1972
- Im Lande Schnipitzel. Gedichte, 1973
- Die Kirschkernkette. 1974
- Das Spatzenballett. Illustrationen von Amrei Fechner. 1974, ISBN 978-3-7855-1692-8
- Das Sprachbastelbuch. 1975 (als Mitautorin)
- 99 Minutenmärchen. 1976, gemeinsam mit Käthe Recheis
- Tierfamilien. 1976
- Das Land hinter dem Kofferberg - Ferien auf dem Bauernhof. 1977
- Mein lieber Doktor Eisenbarth. 1978
- Der Waschtrommel-Trommler. Spielgedichte, 1980
- Komm, kleiner Indianer. 1984, gemeinsam mit Käthe Recheis
- Die Glückskatze. 1984
- Die Insel der weißen Magier. 1987
- Examen im Splittergraben. 1988
- Der Sturm. Ein Zaubermärchen nach William Shakespeare. 1992
- Kleine Füße – große Füße. 1992
- Katzenbettgemisch. Geschichten und Gedichte zum Lachen und Träumen. 1993, gemeinsam mit ihrer Tochter Anna Melach, ISBN 3-8000-2375-X
- Das goldene Buch der Tiere im Wald und auf der Wiese. Illustrationen von Károly Reich. Hoch-Verlag, Düsseldorf 1974
- Die Spinnerin am Kreuz. 1994
- Der Heidelbeerbär. 1996, ISBN 3-219-10628-5
- Die Frösche von Betlehem. 15 Weihnachtstheaterspiele. 1996, gemeinsam mit ihren Kindern Anna und Alexander Melach, ISBN 3-219-10650-1
- Geister, Teufel, Halsabschneider. 1997, gemeinsam mit Franz Sales Sklenitzka, ISBN 3-85326-070-5
- Zahnweh Tod und Teufel. 1998
- Was der Papagei Lorenzo erzählt. 1998, gemeinsam mit ihrer Tochter Anna Melach
- Sagen aus Wien. 2000
- Der Engel hinter dem Immergrün. Illustrationen von Birgitta Heiskel, Dachs Verlag 2000, ISBN 3-85191-188-1
- Gute Nacht im Bärennest. 2001, ISBN 3-219-10867-9
- Weihnacht im Winterwald. 2002, ISBN 3-219-11008-8. Auch als Figurentheater im Figurentheater LILARUM (Uraufführung Dezember 2004)
- Wenn ein Löwe in die Schule geht. 2002
- Spielen wir ein Krippenspiel! 15 Theaterstücke für Kinder. 2003, gemeinsam mit ihren Kindern Anna und Alexander Melach
- mit Käthe Recheis: Das Schnurrbartkitzel-Katzenbuch. Illustrationen von Thilo Krapp. 2006, ISBN 978-3-85191-397-2.
- Das Geheimnis der weißen Katze. 2007, ISBN 978-3-7017-2017-0, gemeinsam mit Käthe Recheis
- Das Lächeln der Mondfee. 2008, ISBN 978-3-7017-2037-8, gemeinsam mit Käthe Recheis
- Die Gespensterquelle. 2009, ISBN 978-3-7017-2061-3
- Müd sein ist schön, Geschichten und Gedichte zur guten Nacht, mit Bildern von Magdalene Hanke-Basfeld, G & G Kinderbuchverlag, Wien 2009, ISBN 978-3-7074-0407-4[5]

### Theaterstücke
- Spielzeugfabrik (nach einer Idee von Friedl Hofbauer, bearbeitet von Rudolf Weiß)
- Hokuspokus. Ein lustiges Märchen in 3 Akten (gemeinsam mit Wilhelm Pribil)
- Bergkristall, nach Adalbert Stifter
- Irgendwo – nirgendwo oder König Bär
- Der Sandwasserzwerg
- Der große Narr